# Anthrax consobrinus
Anthrax consobrinus är en tvåvingeart som beskrevs av Hesse 1956. Anthrax consobrinus ingår i släktet Anthrax och familjen svävflugor. Inga underarter finns listade i Catalogue of Life.